# ジョン・ムーニー
ジョン・ムーニー (John Mooney、1955年4月3日 - ) は、アメリカ合衆国・ルイジアナ州ニューオーリンズを拠点に活動するブルース・ギタリスト、シンガー。デルタ・ブルースとニューオーリンズ固有のファンキーなセカンド・ライン・ビートを融合させた独自のサウンドを展開している。ギタリストとしては、特にスライド・ギターのプレイで知られている。

## 来歴
ジョン・ムーニーは、ニュージャージー州イーストオレンジに生まれ、ニューヨーク州ロチェスターに育った。15歳で家を出たムーニーは、その翌年伝説的なミシシッピのブルースマン、サン・ハウスと出会う。彼から直接影響を受け、ミシシッピ・デルタ直系のスタイルを学んでいった。
1976年にニューオーリンズへ移住する。間もなくムーニーは、アール・キング、ザ・ミーターズ、スヌークス・イーグリン、プロフェッサー・ロングヘアといったニューオーリンズのR&Bシーンの大物たちと共演するようになった。
1979年にブラインド・ピッグ・レコードよりデビュー作、 『Comin' Your Way』をリリース。1981年には、自己のバンドブルージアナを結成し、ソロ活動を本格化させた。以後、ハウス・オブ・ブルース・レーベルからリリースされた『Against The Wall』を始め、ドイツのレーベル、クロスカット、ラフからのアルバムなど複数のレーベルからアルバムを発表し続けた。2000年には、古巣ブラインド・ピッグに戻り、ゲストにドクター・ジョンを迎えた『Gone To Hell』をリリース。その2年後には、同レーベルから『All I Want』をリリースした。
彼のアルバム『Big Ol' Fiya』は、2006年にブルース・ミュージック・アワードのコンテンポラリー・ブルース・アルバム賞にノミネートされている。

## ディスコグラフィー
- 1979年『Comin' Your Way』(Blind Pig)
- 1980年『Late Last Night』(Bullseye Blues)
- 1984年『Telephone Blues』(Powerhouse)
- 1991年『Telephone King』(Powerhouse)
- 1992年『Testimony』(Domino)
- 1995年『Travelin' On』(CrossCut)
- 1996年『Against the Wall』(House Of Blues)
- 1997年『Dealing with the Devil』(Ruf)
- 2000年『Gone to Hell』(Blind Pig)
- 2002年『All I Want』(Blind Pig)
- 2006年『Big Ol' Fiya』(Live Music Lives)
- 2014年『Son and Moon』(Fatback Records)
- 2017年『Truth of the Matter』(John Mooney Music / Funny Bird Records)